# Kanton Herment
Herment is een voormalig kanton van het Franse departement Puy-de-Dôme. Het kanton maakte deel uit van het arrondissement Clermont-Ferrand. Het werd opgeheven bij decreet van 21 februari 2014, met uitwerking op 22 maart 2015. Alle gemeenten werden opgenomen in het nieuwe kanton Saint-Ours.

## Gemeenten
Het kanton Herment omvatte de volgende gemeenten:
- Herment (hoofdplaats)
- Prondines
- Saint-Germain-près-Herment
- Sauvagnat
- Tortebesse
- Verneugheol